# Medalha James H. Mulligan Jr. IEEE de Educação
A Medalha James H. Mulligan Jr. IEEE de Educação (em inglês:  IEEE James H. Mulligan Jr. Education Medal) (antiga IEEE Education Medal ou AIEE Education Medal) é um prêmio que "reconhece a importância da contribuição do educador para a vitalidade, imaginação e liderança dos membros da profissão de engenharia." O prêmio pode ser atribuído a somente uma pessoa, estabelecido pelo Instituto Americano de Engenheiros Eletricistas (em inglês:  American Institute of Electrical Engineers - AIEE) em 1956, e continuou a ser concedido pelo Conselho Administrativo do Instituto de Engenheiros Eletricistas e Eletrônicos (IEEE), depois que o AIEE foi fundido no IEEE em 1963.
Os recipientes recebem uma medalha de ouro, uma réplica em bronze, um certificado e um honorário.
James H. Mulligan, patronímico da medalha, foi professor emérito do Departamento de Engenharia Elétrica e Computacional da Escola de Engenharia da Universidade da Califórnia em Irvine, de 1974 a 1977. Foi também membro da faculdade do Departamento de Engenharia Elétrica da Universidade de Nova Iorque.

## Recipientes
- 1956: Frederick Terman
- 1957: William Littell Everitt
- 1958: J. F. Calvert
- 1959: Gordon Stanley Brown
- 1960: Ernst Weber
- 1961: George F. Corcoran
- 1962: Ernst Guillemin
- 1963: William Gould Dow
- 1964: B. R. Teare Jr.
- 1965: Hugh H. Skilling
- 1966: William H. Huggins
- 1967: John Roy Whinnery
- 1968: Edward C. Jordan
- 1969: Donald Pederson
- 1970: Jacob Millman
- 1971: Franz Ollendorff
- 1972: Mac Van Valkenburg
- 1973: Lotfali Askar-Zadeh
- 1974: John G. Truxal
- 1975: Charles A. Desoer
- 1976: John G. Linvill
- 1977: Robert Fano
- 1978: Harold A. Peterson
- 1979: John Ralph Ragazzini
- 1980: Aldert van der Ziel
- 1981: Ernest S. Kuh
- 1982: King-Sun Fu
- 1983: Mischa Schwartz
- 1984: Athanasios Papoulis
- 1985: James F. Gibbons
- 1986: Richard B. Adler
- 1987: Joseph W. Goodman
- 1988: Alan Victor Oppenheim
- 1989: Ben G. Streetman
- 1990: James Meindl
- 1991: Hermann Anton Haus
- 1992: Ronald W. Schafer
- 1993: Ronald A. Rohrer
- 1994: Chung Laung Liu
- 1995: Thomas Kailath
- 1996: Adel Sedra
- 1997: David A. Hodges
- 1998: Stephen W. Director
- 1999: Andries van Dam
- 2000: David A. Patterson
- 2001: Brian Anderson
- 2002: Petar V. Kokotovic
- 2003: Yasuharu Suematsu
- 2004: Paul R. Gray
- 2005: Vincent Poor
- 2006: Sanjit K. Mitra
- 2007: Andrew Stuart Tanenbaum
- 2008: Joseph Bordogna
- 2009: Jose B. Cruz Jr.
- 2010: Randy Katz
- 2011: Raj Mittra
- 2012: Fawwaz T. Ulaby
- 2013: J. David Irwin
- 2014: John G. Proakis
- 2015: Richard Baraniuk
- 2016: Simon Haykin[4]
- 2017: Stephen P. Boyd[5]
- 2018: Delores Maria Etter
- 2019: John G. Webster
- 2020: Leah Jamieson
- 2021: John D. Cressler
- 2022: Ned Mohan